# Faisal Agab
Faisal Agab (24 de agosto de 1978) é um futebolista sudanês que atua como atacante.

## Carreira
Faisal Agab representou o elenco da Seleção Sudanesa de Futebol no Campeonato Africano das Nações de 2012.